# Одровонж, Иво

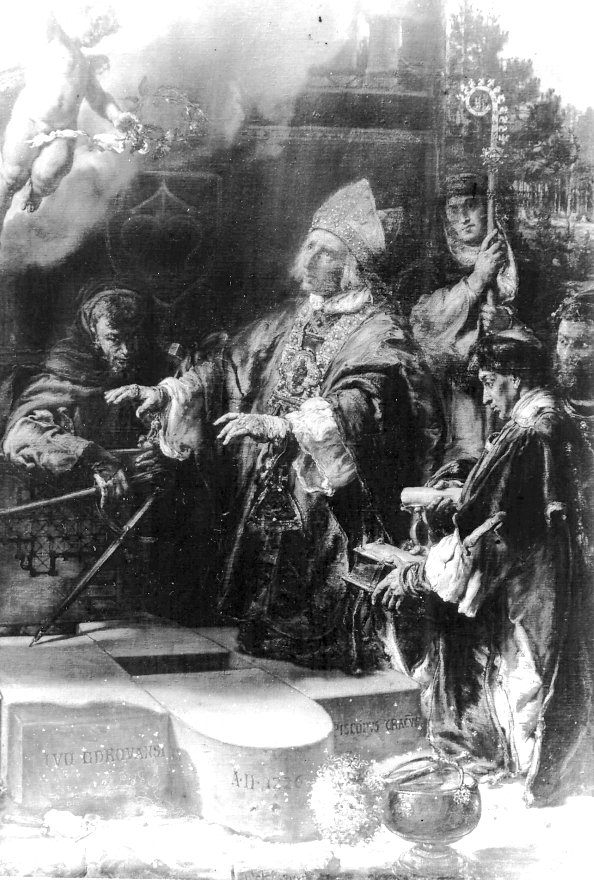
Епископ Иво Одровонж освящает краеугольный камень церкви в селе Ивонич, 1226. Картина Яна Матейко

И́во Одро́вонж герба Одровонж (пол.  Iwo Odrowąż , около 1160 года — 21 июля 1229 год, Модена) — канцлер Лешека Белого (1206—1218), католический прелат, епископ краковский с 28 сентября 1218 года по 21 июля 1229 год, гнезненский архиепископ с 4 ноября 1219 года по 13 мая 1220 го.

## Биография
Родился около 1160 года в знатной семье; сын Саула Одровонжа. Предполагается, что родился в городе Коньске. Своё детство провёл в родовом владении Одровонж (сегодня в ходит в состав гмины Стомпоркув Коньского повята Свентокшиского воеводства). В молодости обучался в Париже и Болонье. В 1215 году вместе с гнезненским архиепископом Генрихом Гитличем принял участие в IV Латеранском соборе. В 1219 году был назначен Римским папой Гонорием III гнезненским архиепископом, но вскоре отказался от этой должности.
С 1206 года по 1218 год был канцлером князя краковского из королевского рода Пястов Лешека Белого. Впоследствии после смерти Лешека Белого поддержал Генриха I в борьбе против Конрада I. 28 сентября 1218 года был назначен краковским епископом. По его инициативе был построен храм святого Николая в селе Высоцице.
4 ноября 1219 года был назначен гнезненским архиепископом. Пробыл на этой должности с 4 ноября 1219 года по 13 мая 1220 года.
В 1220 году пригласил в Польшу монахов из Ордена Святого Духа, которые обосновались в Пронднике-Бялом (сегодня — один из районов Кракова). Поручил им попечительство над городской больницей. В 1223 году по его приглашению в Польшу из Болоньи прибыли первые монахи из монашеского ордена доминиканцев. Первым доминиканцем, прибывшим в Польшу, стал его родственник Яцек Одровонж, который в 1594 году был объявлен святым католической церкви.
Основал цистерцианские монастырь в селе Кацице (1222 год), аббатство в Сулеюв и монастырь в Вонхоцке. Монастырь в Коцице позднее переехал в населённый пункт Могила возле Кракова и сегодня известен как аббатство в Могиле (сегодня входит в состав краковского района Нова-Хута). Основал норбертанские монастыри в Гебдуве и Имбрамовице (монастырь норбертанок). Настоятельницей монастыря в Имбрамовице была его сестра Бронислава, ставшая впоследствии святой католической церкви.
В 1229 году основал церковь в городе Далешице. В Кракове построил церкви Святого Духа и Святого Креста.
Основал в Сандомире церкви святого Иакова и Обращения святого Павла.
Был владельцем богатой библиотеки, которая включала 32 кодекса. По его завещанию библиотека была передана краковскому собору святых Станислава и Вацлава.
Скончался 21 июля 1229 года. Его тело было захоронено по благословению доминиканского настоятеля Викентия в краковской церкви Пресвятой Троицы. С начала XIX века среди краковских доминиканцев существует культ его почитания.